# Umbilicus urbis

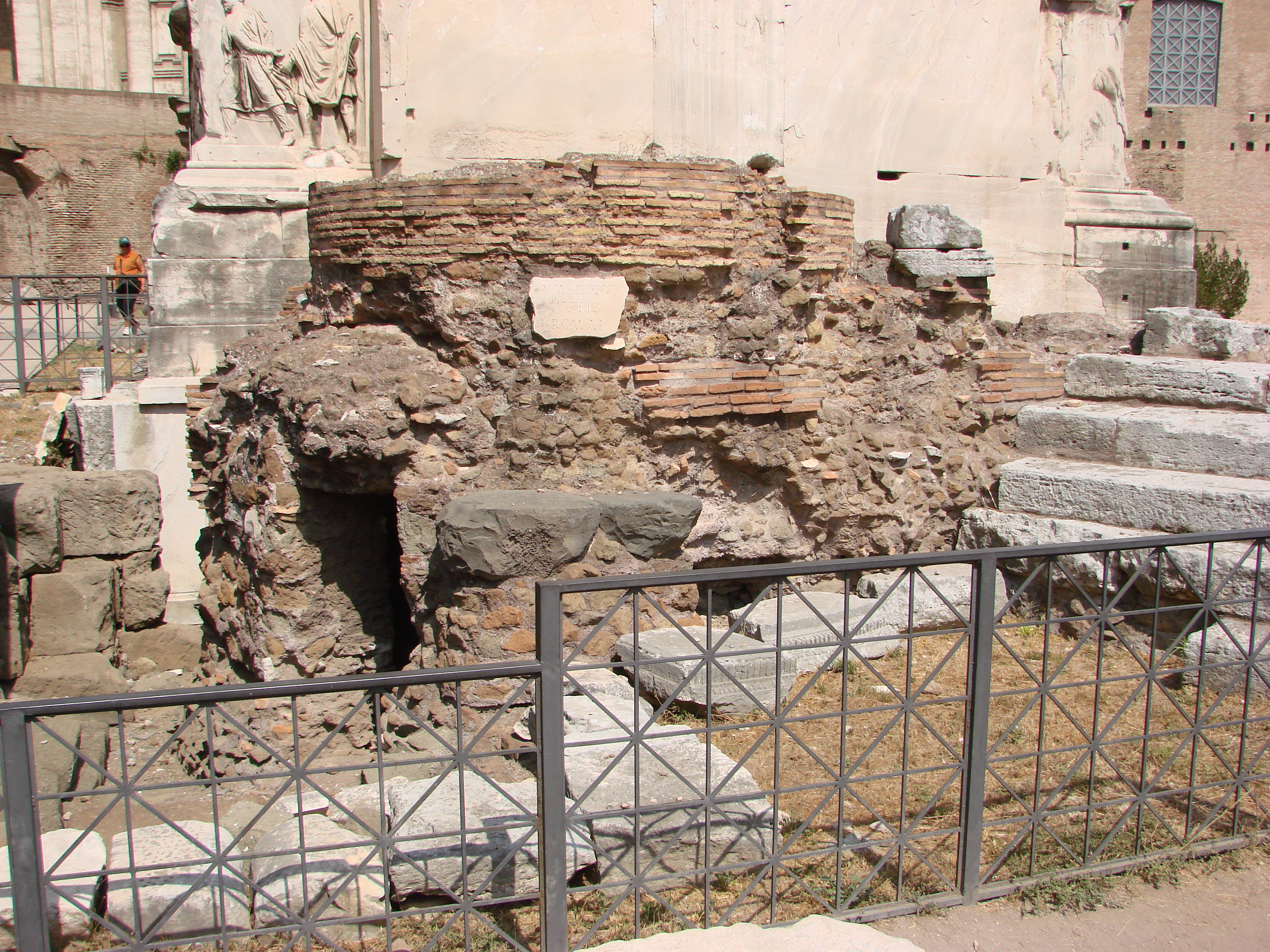
Umbilicus Urbis

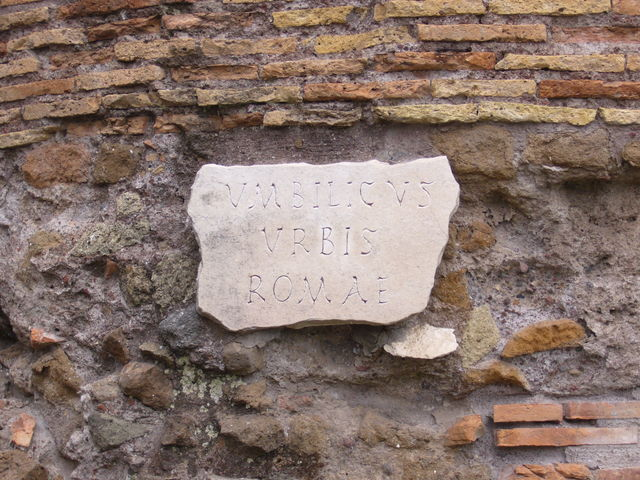
Schriftplatte vergrößert

Der Umbilicus urbis romanae befindet sich auf dem Forum Romanum in Rom. Der kleine Tempel galt als Nabel der Stadt und Mittelpunkt des Imperium Romanum. Von hier aus wurden die Meilen der römischen Heerstraßen gezählt. Zugleich galt er als Mundus, als Stelle, an der sich Oberwelt und Unterwelt berühren. Hier wurden den Göttern der Unterwelt Opfer dargebracht. Erbaut wurde der Tempel in republikanischer Zeit; die heute noch sichtbaren Reste, ein kleines Fundament, stammen aus severischer Zeit.
Angeblich wurde der Umbilicus urbis / Mundus durch Romulus unter Mithilfe von Etruskern erbaut. Plutarch schreibt dazu:

„Nachdem Romulus den Remus […] begraben hatte, gründete er die Stadt, wozu er aus Etruria Männer kommen ließ, die nach gewissen heiligen Regeln und Aufzeichnungen zu allem die Anweisung und Anleitung gaben, wie bei Mysterien. Es wurde nämlich auf dem jetzigen Comitium eine runde Grube ausgehoben und Erstlinge von allem, was man der Sitte nach als gut und der Natur nach als notwendig in Gebrauch hatte, hineingelegt. Zuletzt brachte jeder eine Handvoll Erde aus dem Lande, woher er gekommen war, und warf sie darauf, und dann mischte man alles. Diese Grube benennen sie mit demselben Wort wie das Weltall: mundus. Hierauf beschrieb man um sie wie um das Zentrum eines Kreises die Stadtgrenze.“

## Bedeutung und Baugeschichte
Der kleine Tempel galt als „Nabel“ der Stadt und Zentrum des Römischen Reiches. Von hier aus wurden die Entfernungen für die römischen Heerstraßen gemessen. Gleichzeitig galt es als „mundus“, der Ort, an dem sich Welt und Unterwelt trafen. Der nach der Legende von Romulus geschaffene römische Mundus markierte das Zentrum der Stadt. Der Brunnen galt als Portal, das den Zugang zur höllischen Welt ermöglichte. Hier wurden den Göttern der Unterwelt Opfer dargebracht. Die heute noch zu sehenden Überreste stammen aus der Zeit des Septimius Severus. Er wurde ursprünglich in der republikanischen Zeit im 2. Jahrhundert v. Chr. erbaut.